# Kasteel van Sassy
Het Kasteel van Sassy (Frans: Château de Sassy) is een kasteel nabij Saint-Christophe-le-Jajolet in de Franse gemeente Boischampré. Het kasteel is een beschermd historisch monument sinds 1932.